# ハーフタイムクルーズ
ハーフタイムクルーズは、毎週月曜～木曜の午前11時30分～11時55分まで生放送しているFM山形の番組。FM山形のアナウンサーが毎日日替わりで登場した。

2010年4月1日放送終了。

## パーソナリティー
- 月曜日　片岡聰
- 火曜日　日下純
- 水曜日　石山智子
- 木曜日　神尾久美子

## 主なコーナー
- THE 70's（月曜）
  - 70年代にこだわり、70年代の曲をメインに放送する。
- HAPPY　SWEETS（水曜）
  - 毎月、おすすめのスウィーツを紹介。プレゼントもしている。
- SAVE THE EARTH～守ろう地球環境（月曜～金曜）
  - 地球環境に関する話題を紹介。金曜は単独番組として放送。